# Военный орден Вильгельма
Военный орден Вильгельма (нидерл. Militaire Willems-Orde), Вильгельмов орден или военный Вильгельмов орден — старейшая и самая почетная награда королевства Нидерланды.
Нидерландский военный орден, учреждённый, в 1815 году, королем Вильгельмом I для военнослужащих, без различия состояний и чинов, и имеет четыре степени. В другом источнике сказано что рыцарский орден был создан Вильгельмом I, 30 апреля 1815 года, для вознаграждения наиболее отличившихся на поле боя, независимо от ранга и происхождения, а также гражданства. Статут был изменен 30 апреля 1940 года для допуска гражданских лиц, совершивших героические поступки в ходе сопротивления германской оккупации. После освобождения Нидерландов несколько человек (из них одна женщина) были награждены за акты героизма во время германской оккупации. В целом, орденом награждают крайне редко, меньше 6 тысяч человек за почти два века, и только за храбрость в бою.

## История
Орден был создан вскоре после победы над Наполеоном при Ватерлоо. Тогда же было произведено наибольшее число награждений — свыше тысячи. Большие Кресты получили принц Вильгельм Оранский, Блюхер, Гнейзенау, фон Бюлов. После наполеоновских войн орденом награждали также за действия во время бельгийской революции и боевых действиях в голландской Ост-Индии, главным образом в Ачехской войне.
Перед германским вторжением статут ордена был изменен, для допуска гражданских лиц, однако все необходимые согласования пришлось проводить в эмиграции. С мая 1940 г. было произведено еще 196 награждений, из них 55 посмертно. Им награждались главным образом голландцы, но также и некоторые солдаты и офицеры союзников, за проявленную храбрость в ходе операции «Маркет Гарден». После Второй Мировой еще 4 человека были награждены им, двое за Корейскую войну. Последним награждённым стал майор Гийс Тюинман, за храбрость, проявленную во время боевых действий в Афганистане. Всего на 2015 г. в живых оставалось 4 рыцаря ордена, из них 2 ветерана Афганской войны и 2 — Второй Мировой.

## Степени
Орден был создан в трех степенях, позднее к ним добавилась четвертая:
- Рыцарь первого класса или Рыцарь Большого Креста
- Рыцарь второго класса или Командор
- Рыцарь третьего класса или Офицер
- Рыцарь четвертого класса

| Рыцарь Большого Креста (знак на наплечной ленте со звездой) | Командор (знак на ленте на левой стороне груди и шее) | Офицер (знак с лентой и розеткой) | Рыцарь четвертого класса (знак с лентой) |
| ----------------------------------------------------------- | ----------------------------------------------------- | --------------------------------- | ---------------------------------------- |
|                                                             |                                                       |                                   |                                          |

Рыцарь и офицер носят на левой стороне груди эмалированный крест шириной 36 мм и высотой 42 мм на ленте шириной 27 мм и длиной 48 мм (офицер также имеет розетку на ленте, а корона золотая). Командор носит крест шириной 42 мм и высотой 50 мм на ленте длиной 55 мм на шее и на левой стороне груди. Рыцарь большого креста носит крест короной на ленте через плечо 101 мм, а также звезду диаметром 80 мм на левой стороне груди. С 2000 года вид знака несколько изменился..
Большой крест вручается только главам государств. Франклин Делано Рузвельт, британский король Георг VI и королева Нидерландов Вильгельмина удостоились этой чести в XX веке. Иоганн Бенедикт ван Хёйсц единственный в XX веке рыцарь большого креста, не бывший главой государства — он был генерал-губернатором Голландской Ост-Индии, при котором завершилась Ачехская война. В XIX столетии большой крест вручался также иностранным монархам, всего вручено 50 больших крестов. Командорской степенью были пожалованы 83 человека, последним награждённым был глава генштаба во время индонезийской войны за независимость генерал Симон Спур. Первые две степени использовались для награждения генеральского состава, за победы в сражениях. Четвертая и третья степени использовались для награждения за храбрость непосредственно на поле боя, причем офицер ордена, совершивший еще один поступок, достойный награды, получал не командорскую степень, а почетную саблю, если он был в звании ниже генеральского. Всего вручено 106 сабель. Также четвертая степень может использоваться для награждения частей. Во Второй Мировой войне её удостоились 82-я воздушно-десантная дивизия США, а также польская 1-я отдельная парашютная бригада. Знак награды соединений представляет собой ленту ордена, прикрепленную к знамени части.

## Привилегии
Награждённые орденом имеют право на ежегодную пенсию от правительства Нидерландов, право на приглашение во дворец монарха в орденский день с бесплатным проездом, отдельное место во время военных церемоний и парадов. Награждённому салютуют все военнослужащие Нидерландов независимо от ранга.
Награждённый имеет право писать после своего имени R.M.W.O. и право на обращение «Weledelgestrenge Heer/Vrouwe» («многоуважаемый господин/госпожа»).